# قائمة الأفلام الكويتية
فيما يلي قائمة بعض من الأفلام الكويتية:
- 090 (2014)
- أبو عيون - 2018
- أحلام بلا نوم - 2002
- الإطار الضيق لمنتصف الليل - ٢٠١٤
- اطلع من مزاجي (2019)
- اعلان حالة حب (2009)
- أغاني الحرية والمنفى - ٢٠١٤
- اغتيال الصحفي مشعل فيلم قصير (2018)
- أليسا خطفها جميل (2014)
- الامريكاني (2014)
- إن بارادوكس (2019)
- اوراق الخريف (1974)
- إيكاروس (2018)
- باك تو كويت (2017)
- باك فروم 2038 (2019)
- البحر القاسي (باس يا بحر) - 1971
- بس يا بحر (1971)
- بقايا بشر فيلم قصير (2012)
- بو عيون (2018)
- بوقة فقارة (2016)
- بيبي (2017)
- تاريخ الخوف - ٢٠١٤
- التجارة شطارة (2015)
- تورا بورا (2011)
- جارنا بو حمد فيلم قصير (2017)
- جسوم أي شي (2005)
- الجولة الاخيرة (2017)
- حاتم صديق جاسم فيلم قصير (2017)
- حبيب الأرض (2015)
- خميس وجمعة (2017)
- دانة فيلم قصير (2015)
- الدم الثاني - 2016
- الدم الثاني: العودة إلى الجيش - 2018
- الدنجوانة (2009)
- دوائر الخطر (2018)
- ذيب - 2014
- الرسالة - 1976
- ساحة حرب فيلم قصير (2011)
- ساعة زمان (2019)
- الستارة فيلم قصير (2008)
- سرب الحمام (2018)
- سفرة 5 نجوم (2017)
- سيناريو (2013)
- شاهين (2006)
- شباب كول (2004)
- شريفة فيلم قصير (2013)
- شقة ستة (2015)
- الصالحية (2010)
- الصمت (1980)
- طرب فاشن (2006)
- العاصفة (1965)
- عاصفة الجنوب (2006)
- العتر (2017)
- عتيج (2016)
- عدنان (1986)
- عربة الفلافل (2014)
- عرس الزين (1976)
- عيون الخليج -1984
- الفخ (1983)
- فرصة اخرى (2009)
- فقدان أحمد - 2006
- كان رفيجي (2014)
- كما تخيلت - 2003
- كيوت (2009)
- ليلة القبض على الوزير (1993)
- مارد المرقاب (2019)
- ماي الجنة فيلم قصير (2011)
- محطة رقم واحد فيلم قصير (2011)
- المخيم (2017)
- المدينة الضائعة فيلم قصير (2010)
- مع الخطر (2016)
- معتوق في بانكوك (2009)
- الملائكة - 1984
- منتصف الليل (2004)
- مهمة في سبع أيام (2019)
- مهملات فيلم قصير (2005)
- ناشي وميرا (2015)
- النهاية (2019)
- هالو كايرو (2011)
- هامة (2017)
- همسات الخطيئة (2010)
- الوادي- 2014
- الوجه الاخر (1984)
- ودي اتكلم (2018)

## روابط خارجية
- فيلم كويتي في قاعدة بيانات الأفلام على الإنترنت

## انظر ايضاً
1. القناة الكويتية الأولى
2. شركة السينما الوطنية الكويتية
3. بس يابحر
4. محمد المنصور
5. وزارة الإعلام في الكويت
6. دمعة يتيم
7. الأخ صالحة والحريم.
8. سعاد عبد الله
9. شركة السينما الكويتية الوطنية
10. كي نت

 الكويت